# روز پدر (فیلم ۲۰۱۲)
«روز پدر» (انگلیسی: Father's Day (2012 film)) یک فیلم است که در سال ۲۰۱۲ منتشر شد.